# Molossus rufus
Molossus rufus је сисар из реда слепих мишева и фамилије Molossidae. 

## Угроженост
Ова врста није угрожена, и наведена је као последња брига јер има широко распрострањење.

## Распрострањење
Врста има станиште у Аргентини, Белизеу, Боливији, Бразилу, Гвајани, Гватемали, Еквадору, Колумбији, Костарици, Мексику, Никарагви, Панами, Парагвају, Перуу, Салвадору, Тринидаду и Тобагу, Уругвају, Француској Гвајани и Хондурасу.

## Популациони тренд
Популација ове врсте је стабилна, судећи по доступним подацима.

## Станиште
Врста Molossus rufus има станиште на копну.